# Cosmeodillo
Cosmeodillo är ett släkte av kräftdjur. Cosmeodillo ingår i familjen Armadillidae.
Kladogram enligt Catalogue of Life:
| Cosmeodillo | \| \| Cosmeodillo decoui \| \| \| \| \| \| Cosmeodillo joliveti \| \| \| \| |
|             | \| \| Cosmeodillo decoui \| \| \| \| \| \| Cosmeodillo joliveti \| \| \| \| |
|             | Cosmeodillo decoui                                                          |
|             |                                                                             |
|             | Cosmeodillo joliveti                                                        |
|             |                                                                             |